# آهنغركلا (مقاطعة تشالوس)
آهنغركلا (بالفارسية: آهنگرکلا) هي قرية تقع في قسم كلارستاق الغربي الريفي (مقاطعة تشالوس) في إيران. يقدر عدد سكانها بـ 640 نسمة بحسب إحصاء 2016.